# Baie du Courrier
La baie du Courrier est une baie de la côte occidentale de la pointe nord de Madagascar, partie du canal de Mozambique.

Elle se trouve à une quarantaine de kilomètres à l'ouest de Diego Suarez.
Une partie de la baie autour de l'île de Nosy Hara est classée en zone marine protégée.